# St Mary-le-Strand
La chiesa di St Mary-le-Strand è una chiesa anglicana di Londra dedicata alla Madonna e situata sopra un'aiuola spartitraffico del trafficato Strand, da cui prende il nome.

## Storia

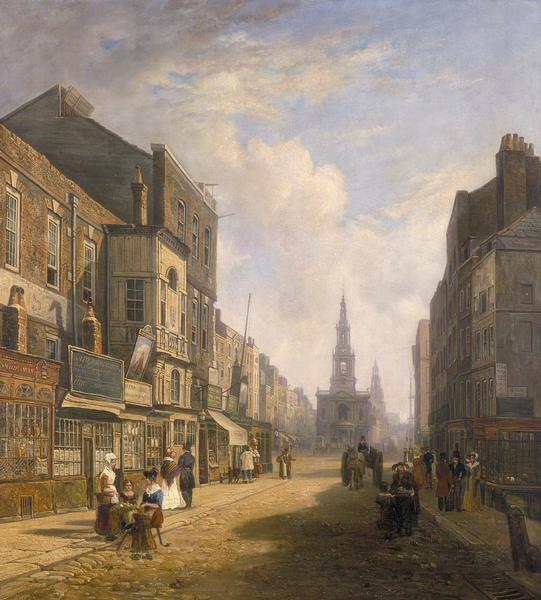
L'esterno in una stampa dell 1824

La prima chiesa di St Mary fu costruita più a sud nel 1222 col nome di Chiesa degli Innocenti e fu abbattuta nel 1549 da Edward Seymour, duca di Somerset. Nonostante la promessa di costruire un nuovo edificio, i lavori non iniziarono mai e i parrocchiani si dovettero spostare nella vicina chiesa di St Clement Danes. 

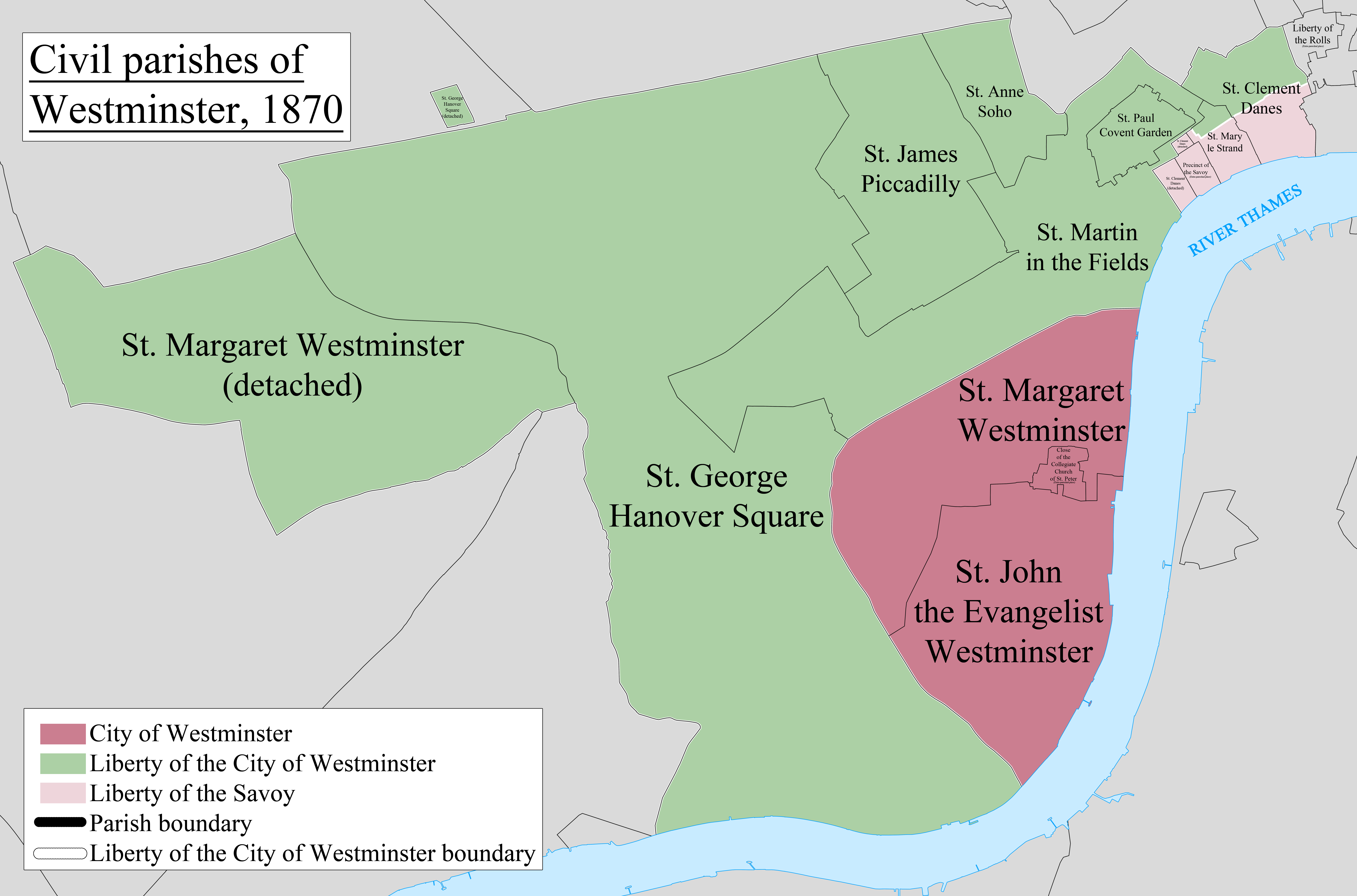
Mappa evidenziante il territorio parrocchiale

 St Mary le Strand fu la prima delle dodici chiese ad essere realizzata dalla Commissione per la costruzione di Cinquanta Nuove Chiese. i lavori di costruzione iniziarono nel febbraio del 1714 sotto la direzione di James Gibbs. Questo progetto fu per l'architetto inglese il primo lavoro importante dopo il suo soggiorno in Italia. I lavori erano già conclusi nel 1717, tuttavia il nuovo tempio fu consacrato solamente il 1º gennaio 1724 dal vescovo di Londra Edmund Gibson.
Il suo territorio fu una parrocchia civile della Libertà di Savoia e del territorio della città di Westminster fino al 1855, quando fu inclusa nel distretto dello Strand.

## Descrizione

### Esterno

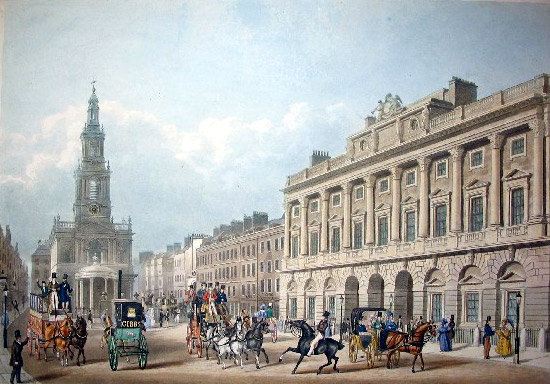
La chiesa in una stampa del XIX secolo

All'esterno la chiesa si presenta come un edificio compatto con due piani di finestre lungo i fianchi ed un'abside in fondo alla navata. La facciata, in stile barocco, è preceduta da un piccolo protiro semicircolare sorretto da colonne ioniche. Sopra di esso si trovano prima una grande finestra arcuata che dà luce all'interno, poi la torre campanaria cuspidata con un grande orologio sul davanti.

### Interno

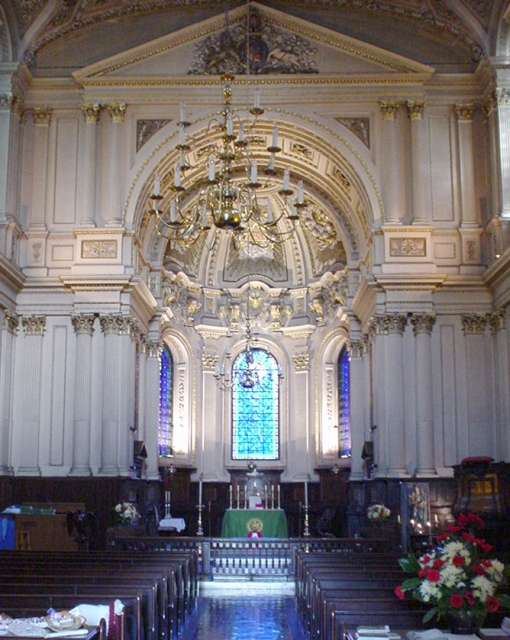
L'interno

All'interno la chiesa è a navata unica illuminata dalle monofore delle pareti laterali e dal finestrone della controfacciata. Lo spazio interno, decorato in uno stravagante barocco molto ricco (per via del quale Gibbs fu molto criticato), è coperto da una fastosa volta a botte con orecchioni sorretta da colonne corinzie e decorata con stucchi bianchi e dorati, dalla quale pendono alcuni lampadari ottocenteschi in ottone. L'abside semicircolare, che è posta in fondo alla navata, è illuminata da tre grandi monofore con vetrate policrome ed è coperta anch'essa da una volta decorata sfarzosamente da stucchi nei colori bianco e oro. Al centro dell'abside si trova l'altare ligneo.